# Gnathophausia longispina
Gnathophausia longispina is een kreeftachtigensoort uit de familie van de Gnathophausiidae. De wetenschappelijke naam van de soort werd in 1883 voor het eerst geldig gepubliceerd door Georg Ossian Sars.